# La Chapelle-Pouilloux
La Chapelle-Pouilloux é uma comuna francesa na região administrativa da Nova Aquitânia, no departamento de Deux-Sèvres. Estende-se por uma área de 7,85 km². Em 2010 a comuna tinha 188 habitantes (densidade: 23,9 hab./km²).